# Paschen-Serie

Termschema des Wasserstoffatoms

Als Paschen-Serie, benannt nach dem deutschen Physiker Friedrich Paschen, wird die Folge von Spektrallinien im Spektrum des Wasserstoffatoms bezeichnet, deren unteres Energieniveau in der M-Schale liegt (Hauptquantenzahl {\displaystyle n_{1}=3}).
Weitere Serien sind die Lyman-, Balmer- (vgl. auch Ausführungen dort), Brackett- und Pfund- und die Humphreys-Serie.

## Spektrum
Die Spektrallinien der Paschen-Serie liegen allesamt im infraroten Bereich des Lichts. Sie wurden im Jahr 1908 von dem deutschen Physiker Friedrich Paschen entdeckt.
| n                | 4      | 5      | 6      | 7      | 8     | 9     | 10    | 11    | 12    | 13    | {\displaystyle \infty } |
| Wellenlänge (nm) | 1874,5 | 1281,4 | 1093,5 | 1004,6 | 954,3 | 922,6 | 901,2 | 886,0 | 874,8 | 866,2 | 820,1                   |

## Mathematische Beschreibung
Die Wellenzahlen der Spektrallinien sind durch die Formel
{\displaystyle {\tilde {\nu }}=R_{\infty }\left({1 \over 3^{2}}-{1 \over n^{2}}\right)}
gegeben. Darin sind
{\displaystyle R_{\infty }=1{,}097\,373\cdot 10^{7}\,{\mathrm {m^{-1}} }}
die Rydberg-Konstante und n ganze Zahlen größer 3.
Die Wellenzahl lässt sich durch die Beziehung
{\displaystyle \lambda ={\frac {1}{\tilde {\nu }}}}
in die Wellenlänge, bzw. durch
{\displaystyle E={\tilde {\nu }}\cdot c\cdot h}
in die Energie des zugehörigen Photons umrechnen. In letzterer Formel sind c die Lichtgeschwindigkeit im Vakuum und h die Planck-Konstante.